# Crocidura eburnea
Crocidura eburnea és una espècie de mamífer eulipotifle de la família de les musaranyes (Soricidae). Viu al sud-oest de Costa d'Ivori, el sud-est de Guinea i l'est de Libèria. El seu hàbitat natural són les selves pluvials de plana. És una espècie en risc mínim, és a dir, no sembla que hi hagi cap amenaça significativa per a la seva supervivència. El seu nom específic, eburnea, significa ‘d'ivori’ en llatí.
El 1958 fou descrita per Henri Heim de Balsac com a subespècie de la musaranya de Bottego (C. bottegi). El 2005 fou reclassificada com a subespècie de C. obscurior. Finalment, un estudi publicat el 2014 la reconegué com a espècie a part basant-se en dades morfològiques i genètiques.